# Шесель (Нижня Саксонія)
Шесель (нім. Scheeßel) — громада в Німеччині, розташована в землі Нижня Саксонія. Входить до складу району Ротенбург-на-Вюмме.
Площа — 149,70 км2. Населення становить 12 962 ос. (станом на 31 грудня 2021).